# Bianca Belair
Bianca Blair Crawford (născută Bianca Nicole Blair; n. 9 aprilie 1989, Knoxville, Tennessee, SUA) este o luptătoare profesionistă americană.
În prezent este semnată cu WWE, unde evoluează în brandul Raw sub numele de ring Bianca Belair, unde este actuala campioană feminină din Raw după ce a învins-o pe Becky Lynch la WrestleMania 38.
Fostă atletă de atletism, Belair și-a făcut debutul în wrestling în NXT, unde a concurat pentru Campionatul feminin din NXT în mai multe ocazii. După ce a fost transferată la SmackDown, a câștigat meciul feminin Royal Rumble din 2021, devenind a doua superstar afro-americană după The Rock care câștigă un meci Royal Rumble. A câștigat campionatul SmackDown Women's Championship împotriva lui Sasha Banks la WrestleMania 37, un meci care a marcat a doua oară când femeile încheie o noapte de WrestleMania. În 2021, a fost clasată pe locul 1 în lista de 150 de luptătoare de către Pro Wrestling Illustrated (PWI).

## Titluri și realizări
- WWE
  - WWE Raw Women's Championship (1 dată, prezent)
  - WWE SmackDown Women's Championship (1 dată)
  - Royal Rumble (2021)
  - Bumpy Award (1 dată)
    - Best Match of the Half-Year (2021) – împotriva lui Sasha Banks la WrestleMania